# Promacropoides bertrandi
Promacropoides bertrandi är en skalbaggsart som beskrevs av Sigwalt 1987. Promacropoides bertrandi ingår i släktet Promacropoides och familjen Rutelidae. Inga underarter finns listade i Catalogue of Life.